# Reginald Oswald Gibson
Reginald Oswald Gibson (* 30. September 1902 in Camberwell, London; † 22. Juli 1983 in Tarvin, Chester) war ein britischer Chemiker, der am 27. März 1933 zusammen mit Eric William Fawcett bei Imperial Chemical Industries (ICI) das Polyethylen erfand.
Er erwarb 1924 an der University College London seinen Bachelor, 1928 seine Master-Abschluss, arbeitete 1924/25 bei Laporte Chemicals Ltd. und war 1926 bis 1933 bei ICI. Die Firma war an Hochdruckchemie interessiert und schickte ihn deshalb zu Antonius M. J. F. Michels nach Amsterdam, mit dem ICI zusammenarbeitete. Er wurde 1933 an der Freien Universität Amsterdam promoviert. Bei ICI unternahm er in Winnington Hochdruckexperimente in der Hoffnung verwertbare Ergebnisse für die Farbstoffentwicklung zu finden. Durch Zufall fand er dabei mit Fawcett Polyethylen, allerdings waren die Experimente gefährlich und wurden deshalb unterbrochen. Auch konnte die Herstellung von Polyethylen nicht sicher reproduziert werden. Man verlor zwischenzeitlich das Interesse an der Substanz bei ICI und Gibson und Fawcett wurden mit anderen Aufgaben betraut. Erst Ende 1935 gelang schließlich Michael Willcox Perrin bei ICI eine reproduzierbare Herstellung.